# Striker (противотанковый ракетный комплекс)
«Стра́йкер» (англ. Striker [ˈstraɪkə] — в знач. «нападающий») — американский опытный переносной противотанковый ракетный комплекс, реализующий принцип «выстрелил и забыл». Был разработан компанией «Рэйтеон» в начале 1980-х годов в качестве потенциальной замены для лёгких комплексов «Дракон» и тяжёлых комплексов «Тоу». Помимо наземных бронеобъектов, мог применяться для противовоздушной обороны против низколетящих тихоходных воздушных целей (зависающих вертолётов или заходящих на посадку самолётов). Проект разрабатывался в инициативном порядке и не вышел за пределы опытно-конструкторских работ.

## История
Начиная с постановки на вооружение ПТРК «Дракон» и «Тоу», вопрос об их замене поднимался неоднократно, попытки в этом направлении предпринимались с регулярностью раз в каждые три-четыре года, как в рамках государственных программ, так и в инициативном порядке отдельными производителями ракетного вооружения. Последней крупной попыткой из этого ряда являлась государственная программа «Танк брейкер». После её отмены, в очередной раз образовался пробел в сегменте пехотных противотанковых средств. «Рэйтеон» традиционно участвовала во множестве проектов ракетного вооружения, как управляемого по проводам, так и самонаводящегося, — корпоративный менеджмент проявлял стремление к монополизации рынка ракетного вооружения, потому как ракеты «Дракон» и так изготавливались на Бристольском ракетном заводе компании в штате Теннесси. Разработка комплекса «Страйкер» (под таким названием) велась в начале 1980-х гг., параллельно с вышеназванной программой «Танк брейкер», в которой «Рэйтеон» не принимала участия, но при этом разрабатываемый комплекс удовлетворял всем требованиям, выдвигавшимся Управлением ракетных войск Армии США к потенциальным кандидатам на замещение имеющихся противотанковых средств. Поскольку «Рэйтеон» в том или ином качестве принимала участие практически во всех крупных проектах американского ракетного вооружения, у неё имелся богатый задел среди прочего и в сфере противотанковых ракет. Головным учреждением по работе над проектом в структуре компании выступали Бедфордские лаборатории, штат Массачусетс (Bedford Laboratories), производство ракет в случае получения крупного заказа предполагалось наладить там же, на Бедфордском ракетном заводе. Первая презентация комплекса для международной прессы состоялась 19—21 октября 1981 года в ходе 27-й ежегодной выставки вооружения и военной техники AUSA ’81, организованной Ассоциацией армии США в Вашингтоне, последняя презентация прошла 14—16 октября 1985 года там же, на 31-й ежегодной выставке AUSA ’85 с тем же организационным комитетом. Очередная госпрограмма по разработке усовершенствованного среднего противотанкового ракетного комплекса под названием «Осом» (Antitank Weapons System-Medium, сокр. AAWS-M) была инициирована летом 1986 года, с перспективой постановки прототипа-победителя конкурса на вооружение к середине 1990-х гг. Свои заявки представили ведущие американские ракетостроительные компании. Одним из претендентов и стал ПТРК «Страйкер». Разрабатываемый комплекс претендовал на большую дальность стрельбы, чем «Дракон» и сопоставимость с «Тоу» по своему разрушительному эффекту за счёт реализации принципа подрыва боевой части над башней в месте наименьшей толщины брони путём пикирования ракеты к цели по наклонной траектории, — «Рэйтеон» была одним из пионеров внедрения указанного принципа в практику разрабатываемых противотанковых вооружений. Тем не менее, насыщенность войск указанными образцами вооружения была такова, что армейское руководство в очередной раз решило прибегнуть к проверенному средству, — программе модернизации и продления сроков эксплуатации уже имеющихся образов вооружения (Product Improvement Program, сокр. PIP). Проект ПТРК «Страйкер» был свёрнут наряду с другими перспективными образцами, не пройдя отборочного тура. «Рэйтеон» присоединилась к работе над комплексом корпорации «Форд аэроспейс» с лазерным наведением, который также не пошёл в серию. В дальнейшем, имеющиеся наработки позволили «Рэйтеон» быстро освоить производство серийных комплексов «Джавелин» после приобретения ракетостроительного бизнеса компании «Тексас инструментз» (массивный, но эргономичный пусковой механизм «Страйкера» впоследствии «перекочевал» в новый проект и в несколько изменённом виде органично вписался в дизайн «Джавелина»).

## Устройство

### Комплекс
Комплекс в собранном виде включает в себя ракету в пусковой трубе с пристыкованным пусковым механизмом. Ракета в пусковой трубе является унитарным боеприпасом, поставляемым в снаряженном виде в заводской комплектации и готовым к боевому применению. Пусковой механизм переносится стрелком отдельно в чехле или заплечном ранце. Стрельба может вестись из положения лёжа, полулёжа, сидя, с колена, с колен, стоя, с локтевым упором о предметы местности или без, а также с борта транспортного средства в движении (но не из кабины). Для запитки электроцепей комплекса используется одноразовый источник питания, обеспечивающий гарантированное время боевой работы, достаточное для обнаружения и идентификации цели, прицеливания и пуска. В том случае, если в процессе прицеливания выяснится, что обнаруженная цель уже выведена из строя или не подлежит обстрелу по другим причинам (является габаритным макетом, транспортным средством гражданского назначения или относится к дружественным силам), комплекс выключается, использованный источник питания выбрасывается. Для экономии расходных средств рекомендуется перед началом цикла стрельбы удостовериться в истинности цели и её государственной принадлежности без включения комплекса, что позволяют возможности пускового механизма. Малоимпульсный выбрасывающий двигатель ракеты, не создающий сильной отдачи, разлёта реактивной струи и задымления огневой позиции, позволяет вести стрельбу из малогабаритных помещений и укрытий, без средств защиты органов дыхания, слуха и зрения (находиться позади стрелка в момент пуска другим военнослужащим и посторонним лицам не рекомендуется). Комплекс достаточно удобен и прост в эксплуатации, сравнительно лёгок, — в собранном виде он весит столько же, сколько весит ракета «Джавелин» в пусковой трубе.

### Пусковой механизм
Универсальный пусковой механизм (ПМ) съёмного типа, включает в себя две рукоятки управления огнём, прицельные приспособления, электронику и стыковочный разъём аналогового типа. Перед стрельбой пристыковывается к пусковой трубе с ракетой, после пуска или невыхода ракеты в случае неисправности отстыковывается от израсходованного или бракованного боеприпаса и может использоваться повторно. Для наведения ракеты в тёмное время суток или в условиях ограниченной видимости (туман, дым) применяется ночной инфракрасный телевизионный прицел с функцией приближения и корректировки изображения (Forward-Looking Infared/Television). Приёмник инфракрасного излучения находится в дьюаровском сосуде, заполненном хладагентом для поддержания рабочей температуры в течение всего цикла боевой работы. В условиях нормальной видимости применяется дневной оптический прицел. Прицельные приспособления совмещены и стабилизированы, но имеют различную (настраиваемую) кратность увеличения. Универсальность заключается в том, что помимо своего основного предназначения, пусковой механизм может использоваться самостоятельно вместо тепловизора и бинокля, а также в учебно-тренировочном режиме во время занятий по огневой подготовке (без пуска ракет). Перед эксплуатацией с оптических линз снимаются пластмассовые крышки, с наглазника окуляра снимается защитный колпачок. Кроме очевидных случаев и тактических ситуаций, не допускающих промедления (например, в условиях боя в городе), обнаружив цель на достаточно безопасном удалении от огневой позиции необходимо при помощи ПМ удостовериться в том, что наблюдаемая цель не является иллюзорной, ложной, дружественной, уже подбитой или предметом местности и лишь потом приступать к боевой работе.

### Пусковая труба
Пусковая труба из облегчённого полимерного материала, является грязе- и водонепроницаемой, служит контейнером для переноски и хранения ракеты. В ходе прицеливания ось пусковой трубы не симметрична линии визирования цели, а возвышается над ней своим передним срезом (независимо от типа обстреливаемой цели, ракета покидает пусковую трубу не в сторону цели, а выше её, корректируя курс в процессе полёта после выработки выбрасывающего двигателя). После обстрела цели стрелянная пусковая труба выбрасывается.

### Ракета

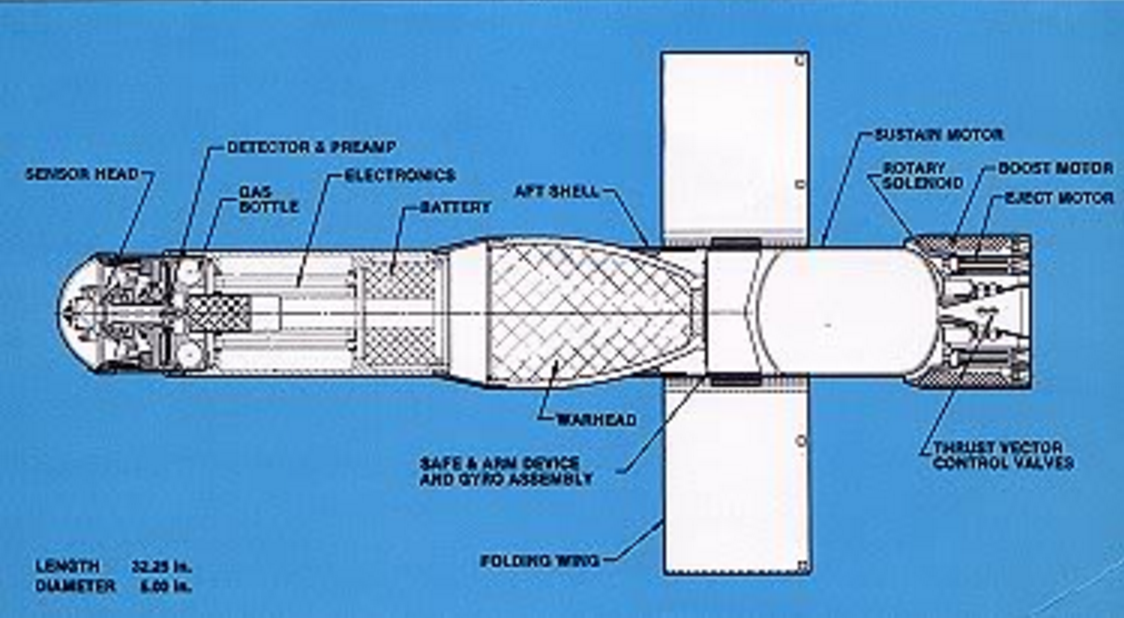
Устройство ракеты в продольном разрезе

Ракета обладает достаточно специфической одноступенчатой твердотопливной двигательной установкой — выбрасывающим (eject motor), разгонным (boost motor) и маршевым (sustain motor) неотделяемыми ракетными двигателями, оснащена инфракрасной головкой самонаведения (ИК ГСН) с фокальноплоскостным матричным приёмником инфракрасного излучения (FPA Dual Spectrum Infrared Seeker). Оперение находится в сложенном состоянии и распрямляется в стороны после вылета ракеты из пусковой трубы, одновременно с включением разгонного двигателя включается блок управления вектором тяги, расположенный в хвостовой части ракеты и совмещённый с сопловым блоком. Кумулятивная боевая часть с неподвижно зафиксированным зарядом оснащена неконтактным датчиком цели, который инициирует подрыв кумулятивного заряда над целью (top attack mode), причём, в отличие от других противотанковых управляемых ракет аналогичного типа, где в сторону цели на терминальном участке траектории полёта доворачивается кумулятивный заряд, в обсуждаемом случае доворачивается сама ракета. Мощность и форма заряда обеспечивают пробивание брони самых современных образцов тяжёлой бронетехники и перспективных танков противника. По целям с выраженным тепловым контрастом прицеливание осуществляется в автоматическом режиме (automatic lock-on), от стрелка требуется только навести прицельную марку на цель и дождаться её захвата ИК ГСН. При стрельбе по бронетехнике ракета летит по наклонной или даже трапециевидной траектории (в зависимости от дальности до цели), резко набирая высоту после вылета из пусковой трубы и снижаясь по мере приближения к цели. При стрельбе по воздушной цели или наземной стационарной цели ракета набрав необходимую высоту после пуска не делает горку, а летит строго по линии визирования (direct attack mode) по методу пропорционального сближения (converging homing), ориентируясь на текущее пространственное положение цели, — траектория полёта выбирается стрелком перед пуском в зависимости от типа обстреливаемой цели, для этого пусковой механизм оснащён соответствующим переключателем режима стрельбы. Перед началом боевой работы с пусковой трубы снимается передняя заглушка, откуда выглядывает овальный головной обтекатель, в котором заключена ИК ГСН, — это необходимо для того, чтобы ракета захватила цель (lock-on-before launch). ИК ГСН и ПМ сопряжены, поэтому в процессе прицеливания стрелок наблюдает на дисплее светящиеся прямоугольные дужки, которые сходятся «сжимаясь» на цели, после чего начинают мерцать, что является показателем захвата цели ракетой и готовности к пуску, и чем у́же пространство между дужками, тем надёжнее захват. Надёжность захвата напрямую зависит от коэффициента теплоотдачи цели. Как и у любых других управляемых ракет с ИК ГСН, быстрота прицеливания, дальность захвата и вероятность попадания значительно возрастают при стрельбе в ночное время суток и в морозную погоду, когда наблюдаемые цели продуцируют наибольший тепловой контраст на фоне окружающей местности, их визуальный контраст в зрительном диапазоне спектра (наблюдаемом невооружённым человеческим глазом) абсолютно иррелевантен и на точность наведения не влияет. При стрельбе по стационарным целям (типа зданий и строений, инженерно-фортификационных сооружений, танков в окопах) прицеливание осуществляется в полуавтоматическом режиме (semi-automatic lock-on), дужки захвата цели сводятся стрелком самостоятельно на фронтальной проекции видимого силуэта цели по центру, ракета запоминает заданное пространственное положение цели и в полёте ориентируется на него.

## Сравнительная характеристика
| Общие сведения и сравнительная характеристика американских средних противотанковых ракетных комплексов различных изготовителей | Общие сведения и сравнительная характеристика американских средних противотанковых ракетных комплексов различных изготовителей | Общие сведения и сравнительная характеристика американских средних противотанковых ракетных комплексов различных изготовителей | Общие сведения и сравнительная характеристика американских средних противотанковых ракетных комплексов различных изготовителей | Общие сведения и сравнительная характеристика американских средних противотанковых ракетных комплексов различных изготовителей | Общие сведения и сравнительная характеристика американских средних противотанковых ракетных комплексов различных изготовителей | Общие сведения и сравнительная характеристика американских средних противотанковых ракетных комплексов различных изготовителей | Общие сведения и сравнительная характеристика американских средних противотанковых ракетных комплексов различных изготовителей |
| Прототип | Прототип | «Topkick» | «Dragon II» | «FOG-M» | «FOG-M» | «Javelin» | «Striker» |
| --- | --- | --- | --- | --- | --- | --- | --- |
| Изображение | | | | | | | |
| Задействованные структуры | | | | | | | |
| Генеральный подрядчик | Генеральный подрядчик | «Ford Aerospace» | «McDonnell Douglas» | «Hughes Aircraft» | «Hughes Aircraft» | «Texas Instruments» | «Raytheon» |
| Субподрядчики | Субподрядчики | «General Dynamics» | «Kollsman Instruments» | «Honeywell» | «Honeywell» | «Martin Marietta» | |
| Субподрядчики | Субподрядчики | «Loral Systems» | | «Boeing» | «Boeing» | | |
| Система наведения | | | | | | | |
| Режим управления полётом ракеты | Режим управления полётом ракеты                                                                                                | полуавтоматический | полуавтоматический | ручной | автоматический | автоматический | автоматический |
| Устройство наведения ракеты на цель | Устройство наведения ракеты на цель                                                                                            | станция лазерной подсветки | станция передачи команд по проводам                                                                                            | станция передачи команд по проводам                                                                                            | инфракрасная головка самонаведения с фокальноплоскостным матричным приёмником излучения                                        | инфракрасная головка самонаведения с фокальноплоскостным матричным приёмником излучения                                        | инфракрасная головка самонаведения с фокальноплоскостным матричным приёмником излучения                                        |
| Устройство наведения ракеты на цель | Устройство наведения ракеты на цель                                                                                            | с оптическим дневным или ночным прицелом                                                                                       | с оптическим дневным или ночным прицелом                                                                                       | с ТВ-дисплеем | с высокой | с низкой | с низкой |
| Устройство наведения ракеты на цель | Устройство наведения ракеты на цель                                                                                            | с оптическим дневным или ночным прицелом                                                                                       | с оптическим дневным или ночным прицелом                                                                                       | с ТВ-дисплеем | разрешающей способностью | | |
| Метод наведения ракеты | Метод наведения ракеты | трёхточечный | трёхточечный | трёхточечный | двухточечный | двухточечный | двухточечный |
| Метод наведения ракеты | Метод наведения ракеты | метод совмещения | метод совмещения | метод совмещения | метод погони | метод погони | метод пропорционального сближения                                                                                              |
| Метод наведения ракеты | Метод наведения ракеты | автоматического | автоматического | ручного с | метод погони | метод погони | метод пропорционального сближения                                                                                              |
| Метод наведения ракеты | Метод наведения ракеты | с постоянным | с нулевым | произвольным | с переменным | с переменным | с переменным |
| Метод наведения ракеты | Метод наведения ракеты | коэффициентом упреждения | | | | | |
| Время боевой работы | прицеливания | абсолютный минимум | минимум | норма | норма | превышение допустимых параметров                                                                                               | превышение допустимых параметров                                                                                               |
| Время боевой работы | полёта | минимум | превышение допустимых параметров                                                                                               | превышение допустимых параметров                                                                                               | превышение допустимых параметров                                                                                               | превышение допустимых параметров                                                                                               | превышение допустимых параметров                                                                                               |
| Помехозащищённость | Помехозащищённость | абсолютная | абсолютная | абсолютная | относительная | относительная | относительная |
| Помехоустойчивость | Помехоустойчивость | высокая | высокая | абсолютная | низкая | низкая | низкая |
| Угрожающие факторы помеховой обстановки | искусственные | оптические помехи | оптические помехи | не влияют | тепловые ловушки | тепловые ловушки | тепловые ловушки |
| Угрожающие факторы помеховой обстановки | естественные | не влияют | не влияют | не влияют | пыль, дым, огонь, туман, погодно-климатические факторы                                                                         | пыль, дым, огонь, туман, погодно-климатические факторы                                                                         | пыль, дым, огонь, туман, погодно-климатические факторы                                                                         |
| Ракета | | | | | | | |
| Боевая часть ракеты | тип | кумулятивная боевая часть с металлической облицовкой воронки (эффект Монро)                                                    | кумулятивная боевая часть с металлической облицовкой воронки (эффект Монро)                                                    | кумулятивная боевая часть с металлической облицовкой воронки (эффект Монро)                                                    | кумулятивная боевая часть с металлической облицовкой воронки (эффект Монро)                                                    | кумулятивная боевая часть с металлической облицовкой воронки (эффект Монро)                                                    | кумулятивная боевая часть с металлической облицовкой воронки (эффект Монро)                                                    |
| Боевая часть ракеты | тип | тандемная | цельная | тандемная | тандемная | тандемная | цельная |
| Боевая часть ракеты | детонация | строго над целью вниз | строго вперёд | строго вперёд | строго вперёд | строго вперёд | строго вперёд |
| Боевая часть ракеты | разрушение | минимум | абсолютный минимум | норма | норма | абсолютный максимум | максимум |
| Траектория полёта ракеты | Траектория полёта ракеты | неизменная запрограммированная                                                                                                 | неизменная запрограммированная                                                                                                 | изменяемая стрелком | изменяемая стрелком | изменяемая стрелком | изменяемая стрелком |
| Траектория полёта ракеты | Траектория полёта ракеты | над линией визирования | по линии визирования | произвольно | произвольно | до пуска из двух вложенных вариантов                                                                                           | до пуска из двух вложенных вариантов                                                                                           |
| Корректировка полёта ракеты стрелком | Корректировка полёта ракеты стрелком                                                                                           | возможна | возможна | возможна | невозможна | невозможна | невозможна |
| Боевые возможности | | | | | | | |
| Эффективная дальность стрельбы | Эффективная дальность стрельбы                                                                                                 | норма | абсолютный минимум | абсолютный максимум | абсолютный максимум | минимум | минимум |
| Вероятность попадания | Вероятность попадания | норма | минимум | абсолютный минимум | абсолютный минимум | максимум | абсолютный максимум |
| Ответный огонь обстреливаемой цели | Ответный огонь обстреливаемой цели                                                                                             | может отрицательно повлиять на вероятность попадания                                                                           | может отрицательно повлиять на вероятность попадания                                                                           | может отрицательно повлиять на вероятность попадания                                                                           | не влияет на вероятность попадания                                                                                             | не влияет на вероятность попадания                                                                                             | не влияет на вероятность попадания                                                                                             |
| Стрельба с закрытых огневых позиций | Стрельба с закрытых огневых позиций                                                                                            | невозможна | невозможна | предпочтительна | предпочтительна | невозможна | невозможна |
| Стрельба по загоризонтным целям | Стрельба по загоризонтным целям                                                                                                | невозможна | невозможна | предпочтительна | предпочтительна | невозможна | невозможна |
| Стрельба по целям за преградами | Стрельба по целям за преградами                                                                                                | неэффективна | неэффективна | эффективна | эффективна | допустима | допустима |
| Стрельба сквозь плотную дымовую завесу | Стрельба сквозь плотную дымовую завесу                                                                                         | проблематична | нецелесообразна | эффективна по любой цели | эффективна по любой цели | эффективна только по авто- и бронетехнике                                                                                      | эффективна только по авто- и бронетехнике                                                                                      |
| Стрельба в условиях густого тумана | Стрельба в условиях густого тумана                                                                                             | проблематична | бесполезна | эффективна | эффективна | проблематична | проблематична |
| Смена огневой позиции после пуска | Смена огневой позиции после пуска                                                                                              | недопустима | недопустима | допустима | допустима | предпочтительна | предпочтительна |
| Повторный обстрел цели после пуска | Повторный обстрел цели после пуска                                                                                             | невозможен до попадания или промаха                                                                                            | невозможен до попадания или промаха                                                                                            | невозможен до попадания или промаха                                                                                            | возможен сразу же после пуска                                                                                                  | возможен сразу же после пуска                                                                                                  | возможен сразу же после пуска                                                                                                  |
| Демаскирующие факторы стрельбы | Демаскирующие факторы стрельбы                                                                                                 | максимум | абсолютный максимум | норма | норма | минимум | абсолютный минимум |
| Относительный вес | Относительный вес | близкий к минимуму | превышение | норма | норма | превышение | абсолютный минимум |
| Эксплуатационные вопросы | | | | | | | |
| Простота | эксплуатационная | требует специальной подготовки                                                                                                 | требует специальной подготовки                                                                                                 | требует особых навыков | требует особых навыков | примитивен, выстрелил и выбросил                                                                                               | примитивен, выстрелил и выбросил                                                                                               |
| Простота | технологическая | максимум | абсолютный максимум | норма | норма | абсолютный минимум | минимум |
| Цена серийного боеприпаса, тыс. $ | относительная | минимум | абсолютный минимум | норма | норма | абсолютный максимум | максимум |
| Цена серийного боеприпаса, тыс. $ | фиксированная | 90 | 15 | 110 | 110 | 150 | н/д |
| Цена серийного боеприпаса, тыс. $ | в ценах на момент войсковых испытаний                                                                                          | | | | | | |
| Оценочная стоимость программы работ, млн $ | | | | | | | |
| минимум | 108 | 12 | 110 | 110 | 120 | 120 | |
| норма | 180 | 30 | 220 | 220 | 300 | 300 | |
| максимум | 230 | 38 | 290 | 290 | 390 | 390 | |
| Источники информации - Jane’s Weapon Systems 1986—87. / Edited by Ronald T. Pretty. — 17th ed. — London: Jane’s Publishing Company, 1986. — P. 68—69. — 1127 p. — (Jane’s Yearbooks) — ISBN 0-7106-0832-2. - Jane’s Weapon Systems 1987—88. / Edited by Bernard Blake. — 18th ed. — London: Jane’s Publishing Company, 1987. — P. 148—150. — 1100 p. — (Jane’s Yearbooks) — ISBN 0-7106-0845-4. - Angelis D., Ford D. N., Dillard J. T. Valuation of Real Options as Competitive Prototyping in System Development. // Defense Acquisition Research Journal. — Fort Belvoir, VA: Defense Acquisition University, July 2014. — Vol. 21. — № 3. — P. 676—682. | | | | | | | |

## Тактико-технические характеристики
- Эффективная дальность стрельбы — свыше 2 км
- Полная боевая масса комплекса — 15,9 кг
- Масса ракеты — менее 10 кг
- Длина пусковой трубы — 914 мм
- Длина ракеты — 819,2 мм
- Диаметр ракеты — 127 мм
- Аэродинамическая компоновочная схема — нормальная с прямоугольным оперением
- Тип выбрасывающего двигателя — твердотопливный, мгновенного выгорания
- Тип маршевого двигателя — твердотопливный с прогрессивным горением
- Тип головки самонаведения — инфракрасная, двухспектральная
- Тип неконтактного датчика цели — радиолокационный
- Прицельные приспособления — комбинированные, дневной оптический прицел и ночной всепогодный инфракрасный телевизионный прицел FLIR/TV
- Режимы ведения огня — автоматический, полуавтоматический